# 东南丘陵

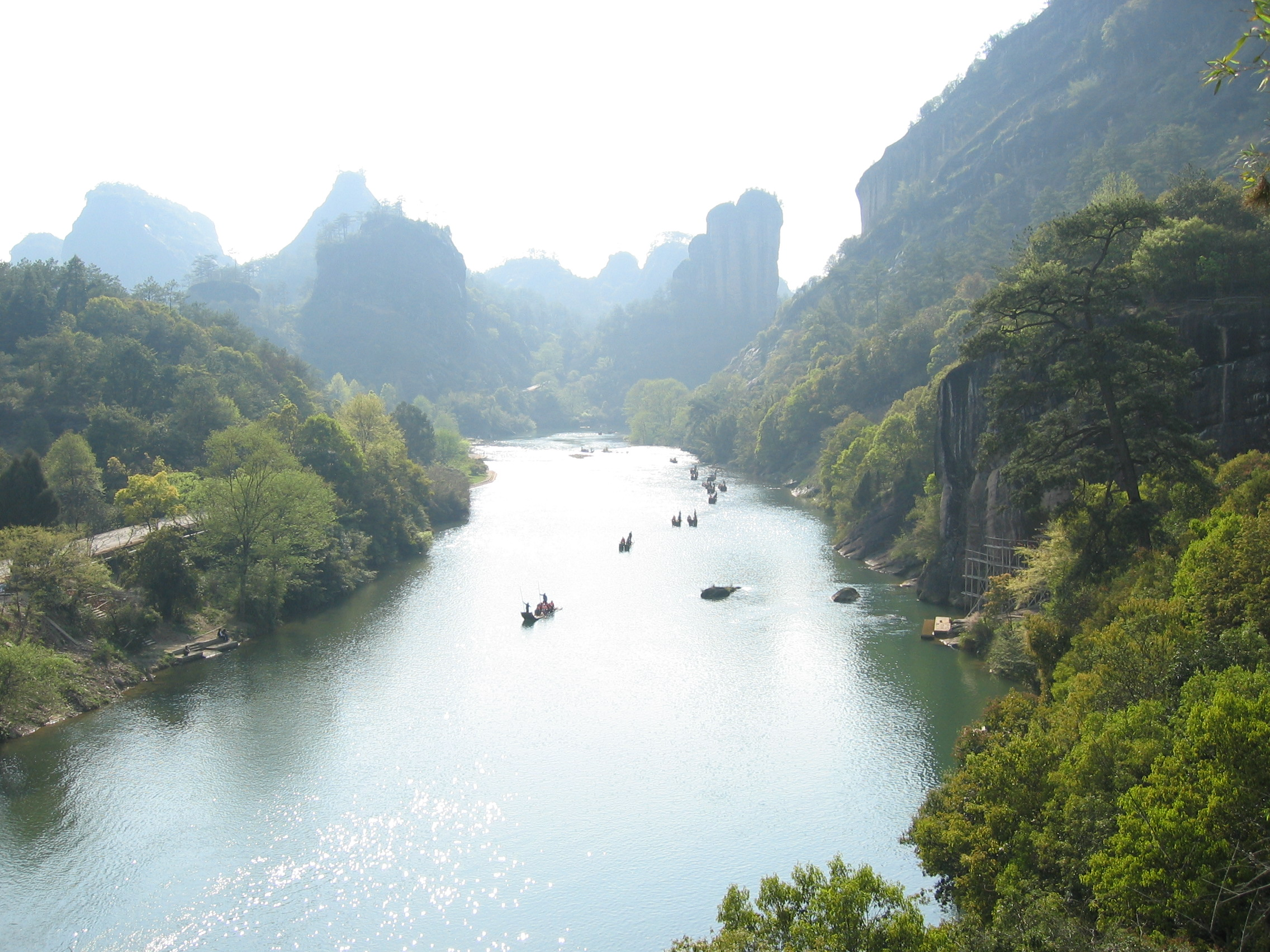
武夷山一帶

东南丘陵，是北至长江，南至南海，西至云贵高原的大片低山和丘陵的总称。它包括安徽省、江苏省、江西省、浙江省、湖南省、福建省，广东省、广西壮族自治区的部分或全部。海拔多在200至600米之间，其中主要的山峰超过1500米。丘陵多呈东北－西南走向，丘陵与低山之间多数有河谷盆地，适宜发展农业。
东南丘陵的主要山岭有：黄山、九华山、衡山、丹霞山、武夷山、南岭等。